# Luossavaara
Luossavaara (nordsamiska: Luossavárri, vilket betyder Laxberget), är ett av de kända gruvbergen i Kiruna. Det ligger i direkt anslutning till Kiruna tätort. Det har stora järnmalmsfyndigheter som tidigare brutits av LKAB, men brytningen är numera nedlagd.  
Malmförekomsterna upptäcktes samtidigt med dem i Kiirunavaara, och brytningen började 1920. Innan malmkroppen, som låg blottad på bergets topp, successivt grävdes bort nådde dess högsta punkt 728 meter över havet.
Malmen är en apatitrik svartmalm av samma typ som i Kiirunavaara. På de lägsta sluttningarna ligger ett bostadsområde som kallas Luossaområdet. På de högre delarna av berget finns nu en mindre alpinanläggning med tre liftar och runt 150 meters fallhöjd. 
Gruvepoken sträckte sig mellan åren 1920 och 1966 och som mest arbetade 350 personer vid gruvan och tillhörande verk och verkstäder.